# Jean-Claude Mermoud
Jean-Claude Mermoud (* 8. August 1952; † 6. September 2011; heimatberechtigt in Poliez-le-Grand) war ein Schweizer Politiker (SVP).

## Biografie
Als Sohn eines Landwirts entschied sich Mermoud bereits früh für den Landwirtberuf. Im Alter von 20 Jahren erlangte er das Fähigkeitszeugnis bei der Landwirtschaftsschule in Marcelin und wurde einige Jahre später zum Meisterlandwirt. Er übernahm eine 24 Hektaren grosse Fläche, kultivierte sie und hielt bis zu 2300 Legehennen.
Sein erstes kleines politisches Amt war das des Gemeindeschreibers in Eclagnens. Später wurde er zum Gemeindepräsidenten gewählt und übte dieses Amt während 16 Jahren aus. Im Jahre 1989 wurde er in den Grossen Rat des Kantons Waadt gewählt. Zur gleichen Zeit war er Präsident der SVP Waadt (französisch UDC Vaudois). Am 15. März 1998 wurde er zum Staatsrat gewählt. Dort leitete er zuerst das Departement für Sicherheit und Umwelt und wurde am 17. März 2002 wiedergewählt. 2003 präsidierte er den Staatsrat. Im August 2004 ersetzte er vorübergehend seinen Kollegen Pierre Chiffelle als Chef des damaligen Departements für Institutionen und Aussenbeziehungen, das er bis am 1. Dezember 2004 führte. 2007 wurde er zum dritten Mal wiedergewählt und war bis zu seinem Tod im September 2011 Vorsteher des Volkswirtschaftsdepartements.
Mermoud war Ständeratskandidat der SVP für den Kanton Waadt bei den Schweizer Parlamentswahlen 2011 im Herbst. Noch vor den Wahlen verstarb er nach Herz-Kreislauf-Problemen und einer Operation im Spital.
Mermoud war verheiratet und hatte drei Kinder. Er wohnte in Eclagnens.